# 全球环境基金
全球環境基金（英語：Global Environment Facility，縮寫：GEF）是1992年組成，針對自然保育和永續發展的國際組織，由178個國家、國際機構、非政府組織與私人企業所組成。在促進地球環境方面，全球環境基金提供贊助金給生物多樣性、氣候變遷、國際水資源、土地退化、臭氧層與持久性有機污染物相關的計畫。

## 外部連結
- 全球環境基金網站（页面存档备份，存于）